# Fernando Eurico Costa
Fernando Eurico Costa (Porto, 29 de abril de 1984) é um nadador de fundo português. Este nadador detém o recorde nacional absoluto dos 800 e 1500 metros livres.
Actualmente, estuda e treina nos Estados Unidos da América. Mudar-se-á este ano para Detroit onde continuará a estudar Nutrição, após ter finalizado dois anos de estudos na Flórida. Escolheu este local por ser um dos melhores dos EUA em termos de programa de treino para fundistas.
Era atleta do Leixões Sport Club, mede 1,80 m de altura e pesa 72 kg.

## Melhores resultados obtidos
Campeonatos da Europa de Piscina Curta
- 2005 (Trieste)
  - 400m Livres: 30º Lugar
  - 1500m Livres: 16º Lugar

Campeonatos da Europa de Piscina Longa
- 2004 (Madrid)
  - 1500m Livres: 19º Lugar

Campeonatos do Mundo de Piscina Longa
- 2005 (Montreal)
  - 800m Livres: 22º Lugar
  - 1500m Livres: 14º Lugar

Jogos olímpicos
- 2004 (Atenas)
  - 1500m Livres: 21º Lugar